# 岡根安里
岡根安里（おかね あんり）は、日本の女性モデル。ミス・ユニバース・ジャパン2014に大阪府を代表して出場。

## 経歴・人物
1994年、大阪府貝塚市に生まれる。幼稚園のころから英会話教室に通い、家でも常に英字新聞が読める環境で育つ。「あんり」という名前は両親が命名。「将来、世界に羽ばたいてほしい」と願い西洋風の名前を選択。
大阪府立岸和田高等学校入学。ESS（英会話部）に所属。英語弁論大会の大阪府大会で第3位になったこともある。2年生の時英語落語を始める。ESSの部員を増やそうと文化祭で落語を披露。
2年生のときミス・インターナショナルに応募。審査員の1人に「高校生は年齢が低すぎる」と言われ、全国大会最後の10名の残るがそこで脱落。
2013年4月、京都外国語大学外国語学部国際教養学科入学。1年生在学中の2013年12月、「ミスユニバース大阪大会2014」で優勝。全国大会では第4位。
2014年9月、上方落語協会が主宰するファン感謝イベント「彦八まつり」で「お茶子クイーンコンテスト」の第1位に選ばれる。2015年2月現在、天満天神繁昌亭（大阪市北区天神橋）でお茶子（落語の公演中座布団を運んだり名ビラを返す女性）として働く。
2016年、モデルとしてパリコレデビューを果たす。
2023年3月12日、貝塚市の市制施行80周年記念事業特設サイトに登場。
好きな落語家は桂枝雀、林家染二。

### ミスコンのキャリア
- 2012年:ミス・インターナショナル・ジャパンTop10
- 2014年:ミス・ユニバース・ジャパン3rd Runner-Up
- 2015年:Miss United Continents　日本代表として出場。ナショナルコスチューム部門第3位
- 2018年:Face of Asia 日本代表として出場。ダンスマスター賞受賞

（）